# ティール (アルバム)
『TYR (ティール)』（Tyr、表記上は「ᛏᛉᚱ」）は、1990年8月にI.R.S.レコードからリリースされたイングランドのヘヴィメタル・バンド、ブラック・サバスによる15枚目のスタジオ・アルバム。
アルバム・タイトルと数曲のタイトルは、北欧神話を暗示しており、多くの人が『ティール』をコンセプト・アルバムと呼んでいるが、ベーシストのニール・マーレイが2005年にそれを払拭し、曲の多くはゆるやかに関連しているように見えるかもしれないが、アルバムのほとんどは神話と関係がなく、コンセプト・レコーディングを意図したものではないと述べている。

## アルバム情報
アルバム『ヘッドレス・クロス』にみられた暗い歌詞からの脱却について、トニー・アイオミは2012年の自伝『Iron Man』で次のように説明した。「我々の次のアルバム『ティール』のため、1990年2月にウッドクレイ・スタジオへと戻り、私とコージー・パウエルとで再びプロデュースを行った。『ヘッドレス・クロス』では、トニー（・マーティン）がバンドに入ったばかりで、『ああ、ブラック・サバス、それはすべて悪魔に関するものだ』と想定してしまい、彼の歌詞はデヴィルとサタンでいっぱいになってしまったんだ。ざまを見ろ、みたいなのもあまりにも多すぎた。我々は彼にそれについてもう少し繊細になるように言ったので、『ティール』のために彼は北欧の神々などについての歌詞を書いたんだ。俺が頭を動かすのに少し時間がかかったということだ」。
このアルバムは、ブラック・サバスの伝統的なサウンドから、おそらく最も劇的な逸脱を表しており、一部のリフにその痕跡が見られるだけである。この作品は、一部から批判される（コージー・パウエルのドラムが他の楽器のほとんどを溺れさせていると主張する）一方で、これはサバスの最も重いアルバムの1つであり、正式な5番目のメンバーであるジェフ・ニコルスによるキーボードへの依存度が最も高いと指摘する人々からは賞賛されている。結果として、その音楽の多くは以前のサバスの作品よりもはるかに暗く、前のアルバムの『ヘッドレス・クロス』によく似ている。
バンドは「Feels Good to Me」という曲を否定したり後悔したりすることはないが、シングルとしてリリースするためだけにアルバムに収録されたもので、アルバムの他の曲とは音楽的には合わないと述べている。
ギーザー・バトラー、イアン・ギラン、ブライアン・メイが、ティール・ツアーのヨーロッパ公演にゲスト出演している。バトラーとメイは、1990年9月8日にロンドンのハマースミス・オデオンで行われたショーのアンコール中に登場した。
北欧神話において、テュール（Týr）は一騎打ちと英雄的な栄光の神であり、オーディンの息子である。カバーのルーン文字「ᛏ」「ᛉ」「ᚱ」はスウェーデンのRökルーンストーンから取られている。真ん中のルーン文字「algiz」は、「y」ではなく現代の文字「x」または「z」として表記される。

## レガシー
『ティール』ツアーの後にライブで取り上げられた唯一の曲は「Anno Mundi」であった。『クロス・パーパシス・ライヴ』VHS/DVDでその演奏を観ることができる。トニー・マーティンは、1992年のソロ・アルバム『Back Where I Belong』で「Jerusalem」を再録音した。『ティール』をレコーディングしたブラック・サバスのラインナップは、1995年に再結成して18枚目のスタジオ・アルバム『フォービドゥン』をレコーディングする。ヴァイキング・メタル・バンド、ティアのフロントマンであるヘリ・ヨエンセンは、自身のバンドのロゴをデザインする際に、本作のアルバム・カバーの影響を受けたと主張している。

## 収録曲
全曲の歌詞はトニー・マーティン、作曲はブラック・サバスによる。
1. アノ・ムンディ - "Anno Mundi" - 6:12
2. ザ・ローメーカー - "The Law Maker" - 3:55
3. ジェルサレム - "Jerusalem" - 4:00
4. ザ・サバス・ストーン - "The Sabbath Stones" - 6:48
5. ティールの戦い - "The Battle of Tyr" (Instrumental) - 1:09
6. オーディンズ・コート - "Odin's Court" - 2:42
7. ヴァルハラの風 - "Valhalla" - 4:43
8. グッド・トゥ・ミー - "Feels Good to Me" - 5:44
9. ヘヴン・イン・ブラック - "Heaven in Black" - 4:05

## パーソネル
- トニー・アイオミ - ギター
- コージー・パウエル - ドラム、パーカッション
- トニー・マーティン - ボーカル
- ニール・マーレイ - ベース
- ジェフ・ニコルス - キーボード